# Ansaldo
Ansaldo va ser una important companyia italiana d'enginyeria dels segles XIX i xx, especialitzada en producció siderúrgica, naval, ferroviària i d'armament.
Fundada l'any 1853, inicialment fabricava maquinària per ferrocarrils. Poc després, aprofitant la unificació d'Itàlia, es va orientar a la fabricació de vaixells de guerra. A principis del segle XX era la siderúrgica més important del Regne d'Itàlia. Durant la Primera Guerra Mundial va esdevenir una empresa clau de la màquina de guerra italiana i van arribar-hi a treballar 110.000 persones. Després de la guerra va tenir problemes financers i va ser nacionalitzada. Durant el feixisme i la Segona Guerra Mundial tornaria a ser una companyia vital per la fabricació d'armament. Acabada la guerra, perdria importància i acabaria sent absorbida, l'any 1993, per Finmeccanica.

## Història
Els orígens d'Ansaldo es remunten a l'any 1846, quan els enginyers Philip Taylor i Fortunato Prandi van establir una taller de construcció i reparació de maquinària de ferrocarril a Sampierdarena, vora Gènova. Aquesta companyia, fundada amb un préstec estatal, seria adquirida l'any 1853 per quatre empresaris genovesos que la rebatejarien com a Giovanni Ansaldo & Co.
Els nous propietaris, Giovanni Ansaldo, Raffaele Rubattino, Giacomo Filippo Penco i Carlo Bombrini, tots genovesos, eren partidaris de la unificació italiana i van començar el negoci aprofitant la industrialització promoguda pel primer ministre piamontès Camillo Benso di Cavour. Després de la unificació d'Itàlia, i amb l'objectiu de crear una indústria potent per tot el nou país, la producció es diversificaria i Ansaldo produiria acer, armament, equipament naval i ferroviari. El 1865 el director d'Ansaldo, Luigi Orlando, va abandonar la companyia i va establir una empresa pròpia a Liorna. El nou directiu d'Ansaldo, Carlo Bombrini, va decidir reorientar part del negoci a la producció naval. Bombrini faria construir una drassana al costat de la fàbrica a Sampierdarena. El 1876 el primer vaixell totalment fabricat per Ansaldo va ser avarat, l'Staffetta. Aquest avís, de 1.800 tones de desplaçament, va servir a la Regia Marina fins al 1914.

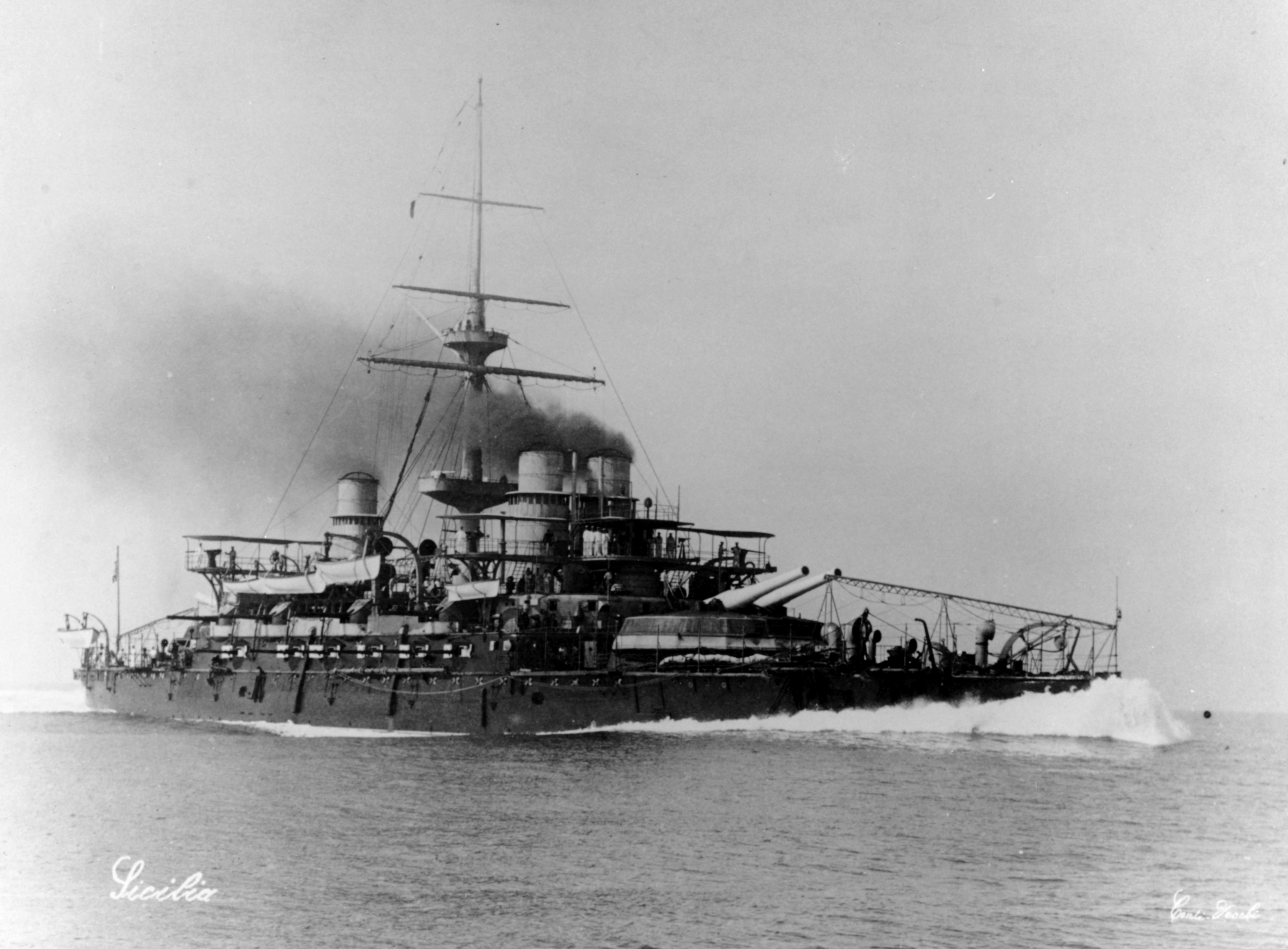
Cuirassat Sicilia, impulsat per un motor Ansaldo de 19.500 CV, navegant a tota màquina l'any 1896.

Tot i això, la primera dècada per les drassanes d'Ansaldo va ser complicada a causa de la competència internacional i la política de lliure comerç adoptada pel govern italià. A partir del 1880 el Regne d'Itàlia va decidir estimular la industrialització nacional amb una política proteccionista i Ansaldo va rebre suport estatal per créixer. Gràcies al programa de rearmament patrocinat per l'almirall Benedetto Brin, a finals d'aquella mateixa dècada, les drassanes d'Ansaldo s'havien desenvolupat considerablement. Durant aquesta època Ansaldo va aconseguir èxits notables: l'any 1886, va comprar una drassana a Sestri Ponente, vora Gènova. L'any 1889 va produir el que aleshores va ser el motor naval més potent del món, de 19.500 CV, pel cuirassat Sicilia. El 1896 Ansaldo acabaria de fabricar el creuer Garibaldi, comprat pel govern argentí, que va ser molt ben rebut a causa del baix cost i bones característiques, i que faria cancel·lar una comanda del govern espanyol al Regne Unit per fer-la a Itàlia. A finals del segle xix la producció d'Ansaldo estava concentrada en maquinària de ferrocarril i vaixells i ja era una de els companyies més importants del país.
Durant el canvi de segle, les dues grans altres drassanes de Gènova (Attilio Odero i Giuseppe Orlando) van signar un acord de cooperació amb Terni, el fabricant d'acer més gran d'Itàlia i principal competidor d'Ansaldo. La combinació Terni-Odero-Orlando va enllaçar els centres de fabricació d'acer i naus més importants d'Itàlia. Per contrarestar-ho, Ansaldo es va aliar amb l'empresa britànica Armstrong que tenia una planta a Pozzuoli, vora Nàpols, formant l'empresa Ansaldo-Armstrong & C. que a finals del 1903 s'havia convertit en l'empresa metal·lúrgica i mecànica més important del Regne d'Itàlia.

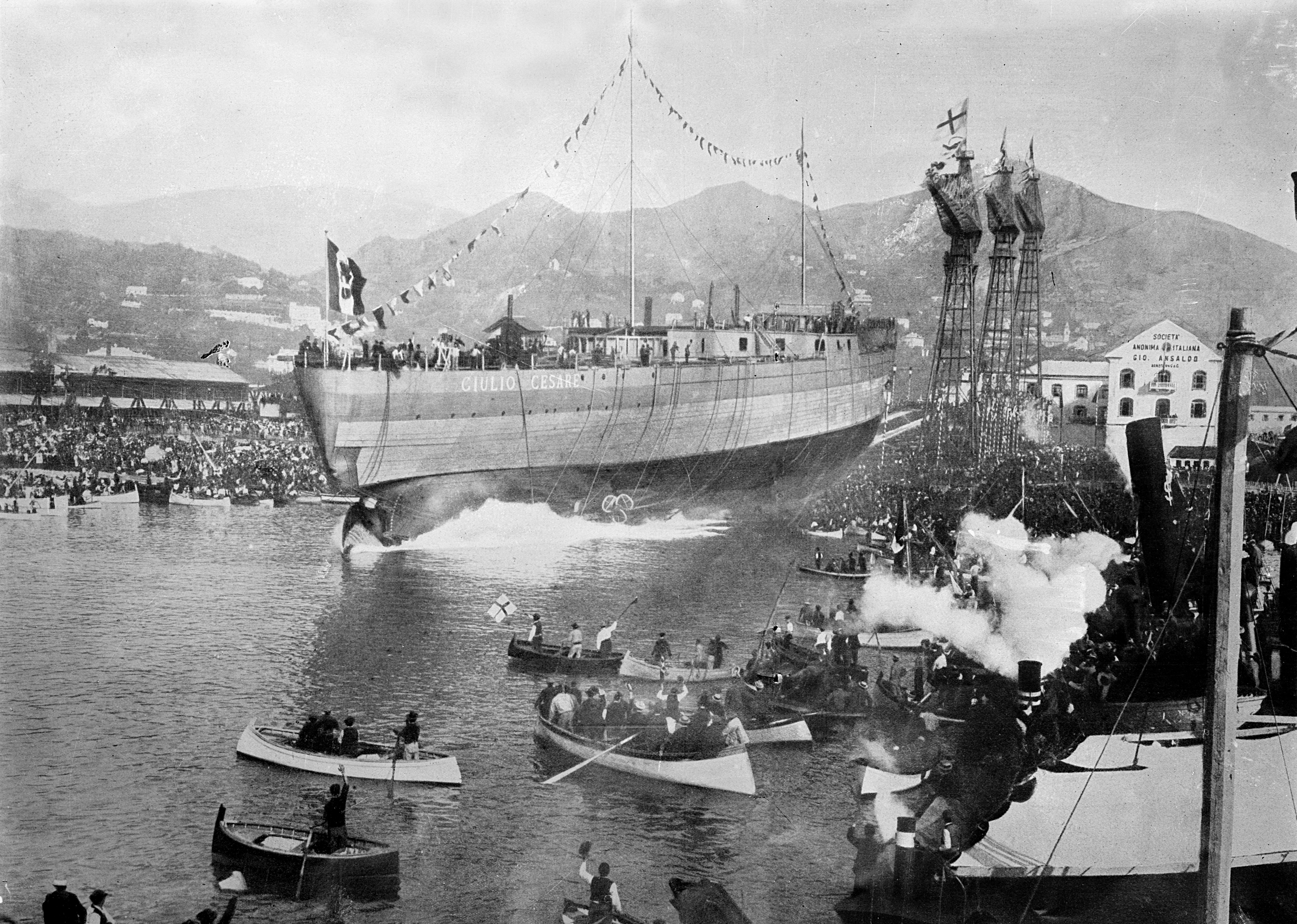
Avarament del cuirassat Giulio Cesare, fabricat per Ansaldo, a les drassanes de Sestri Ponente el 15 d'octubre del 1911.

Aquesta nova companyia seria dirigida per Ferdinando Maria Perrone, un magnat que tenia la majoria d'accions d'Ansaldo. Entre el 1903 i la Primera Guerra Mundial, Ansaldo-Armstrong & C es concentraria en la producció de vaixells de guerra. Un dels fets més destacables és que la majoria de les peces de les naus es produïen a Itàlia, ja que Perrone va promocionar la integració vertical. Alhora Perrone va aprofitar la combinació de mà d'obra italiana barata, capital anglès i els seus coneixements dels mercats internacionals per vendre nombrosos vaixells a Argentina, Brasil, Espanya, Itàlia, Romania i Xile. El 1912, Ansaldo estava en una molt bona posició i es va separar d'Armstrong. Abans de la Primera Guerra Mundial, les drassanes d'Ansaldo a Sestri Ponente eren considerades les més importants del Mediterrani i la companyia es va convertir en un productor d'armament mundial, capaç de produir localment armament que poc abans Itàlia hauria hagut d'importar.

### Primera Guerra Mundial
L'esclat de la Primera Guerra Mundial suposava una gran oportunitat per la companyia, tot i que el Regne d'Itàlia romangués neutral inicialment. Ansaldo va advocar per l'entrada d'Itàlia a la guerra al costat de l'Entente Cordiale, directa i indirectament, finançant polítics que donaven suport a la guerra, alguns dels quals més endavant fundarien el Partit Nacional Feixista.

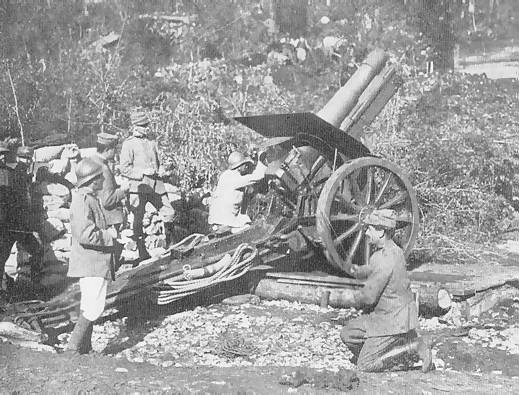
Obice da 149/12, fabricat per Ansaldo, l'any 1917.

Els esforços van ser recompensats quan Itàlia va entrar a la guerra. Ansaldo va experimentar un creixement sense precedents, com a principal fabricant italià d'armament, arribant a amassar un capital de 500 milions de lires italianes i donant feina a 110.000 treballadors l'any 1918. A més a més, Ansaldo va esdevenir una important empresa de l'acer i també es va introduir en l'aeronàutica. Al final de la guerra, Ansaldo havia esdevingut el complex industrial més gran del país.
La producció d'armament d'Ansaldo va ser crucial per l'esforç de guerra italià durant la Primera Guerra Mundial. Per exemple, després de la desfeta a la batalla de Caporetto, els italians van perdre molt d'equipament. Ansaldo, sense esperar l'autorització governamental, va ser capaç de subministrar suficient artilleria pesant al Regio Esercito per estabilitzar el front.

### Feixisme i Segona Guerra Mundial
Després de la guerra, l'any 1920, sota la direcció agressiva dels germans Mario i Pio Perrone, Ansaldo va intentar guanyar el control de la Banca Commerciale Italiana per assegurar urgentment capital. Quan l'absorció de la banca va fracassar, juntament amb problemes de reconversió a fabricació civil, l'empresa va entrar en fallida.
L'any 1922, amb l'arribada al poder de Benito Mussolini, l'empresa va ser rescatada pel govern i es va convertir en un precedent per la nacionalització d'altres companyies privades a Itàlia. Durant la dècada dels 20 la companyia es va dedicar a la producció de vaixells de guerra gràcies al programa d'expansió naval feixista. Eventualment, el 1932, va ser absorbida per l'Istituto per la Ricostruzione Industriale, aturant les seves operacions com a firma privada i passant al sector públic de l'economia.

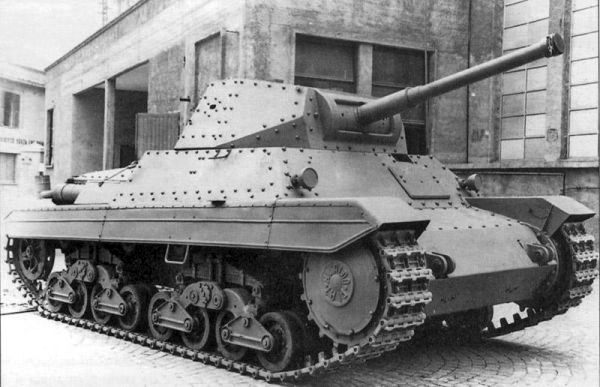
Un Carro Armato P 40 exposat a una fàbrica de Fiat i Ansaldo fotografiat l'any 1943.

L'enginyer Agostino Rocca es va encarregar de la reestructuració d'Ansaldo des del 1935 fins al final de la Segona Guerra Mundial. Durant aquest període la companyia es beneficiaria de nombrosos contractes estatals. Per exemple, durant el període d'entreguerres Ansaldo, juntament amb Fiat, s'encarregaria de la producció de les tanquetes i tancs lleugers italians, com el Carro Veloce 35.
Durant la Segona Guerra Mundial, altre cop, l'empresa creixeria de forma important fabricant tot tipus d'armament i vehicles. L'any 1939, Ansaldo disposava de 22.000 treballadors i l'any 1943 s'havien incrementat fins a 35.000.

### Absorció
Després de la Segona Guerra Mundial, altre cop, la conversió a indústria civil va ser problemàtica per la companyia. L'any 1948, l'IRI va confiar la companyia a Finmeccanica, que es va encarregar d'organitzar diferents empreses durant la dècada dels 50 i 60. El canvi més notable va ser l'abandonament de totes les activitats de fabricació naval, sent transferides a l'empresa Italcantieri de Trieste l'any 1966. A partir d'aleshores, Finmeccanica va anar entrellaçant-se amb Ansaldo més i més fins que el 1993 Ansaldo va deixar d'existir com a empresa independent i va ser absorbida definitivament per Finmeccanica.